# Теория гидравлических цепей

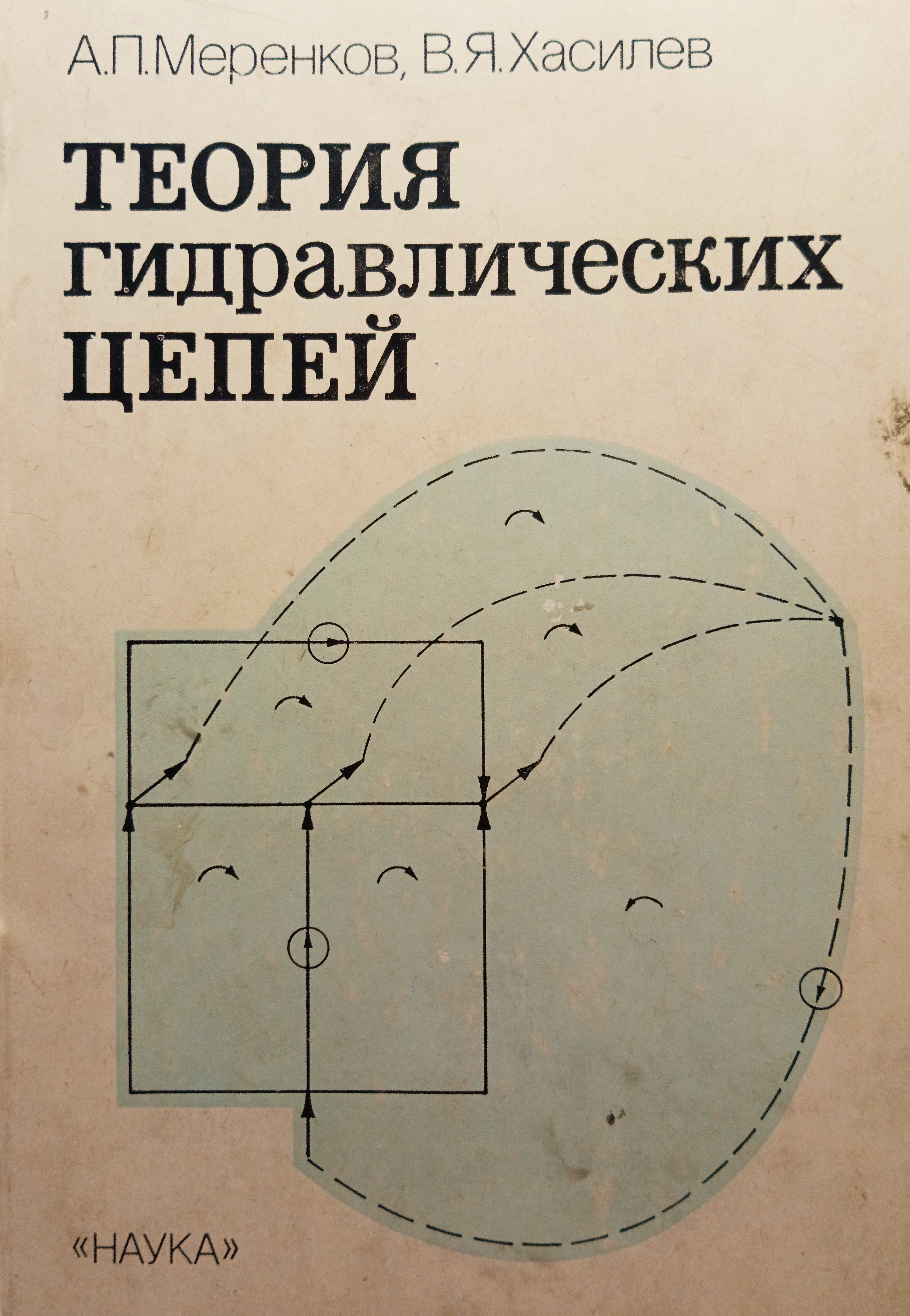
Обложка книги «Теория гидравлических цепей», авторы: А. П. Меренков, В. Я. Хасилев, Москва, изд. «Наука», 1985 г.

Теория гидравлических цепей (ТГЦ) — междисциплинарная и межотраслевая научная теория, предметом которой являются общие вопросы математического и алгоритмического обеспечения задач функционирования и оптимального проектирования трубопроводных и других гидравлических систем, характеризующихся произвольными схемами с течением жидкости и газа.
Гидравлическая цепь (ГЦ) как физическая модель представляет собой совокупность устройств и соединяющих их трубопроводов, закрытых и открытых каналов, осуществляющих транспортировку сжимаемых и несжимаемых жидкостей (воды, нефти, газа, воздуха и других). В рамках ТГЦ под ГЦ часто понимается математическая модель, включающая две составные части: 1) расчетную схему цепи, геометрически отображающую конфигурацию (структуру) изучаемой системы и картину возможных направлений, смешения и разделения потоков транспортируемой среды; 2) совокупность математических соотношений, описывающих взаимозависимость количественных характеристик элементов данной схемы, а также законы течения и распределения расходов, давлений и температур (в неизотермическом случае) транспортируемой среды по всем этим элементам и их изменения во времени (при изучении динамических процессов).
Различают три типа ГЦ:
1) ГЦ с сосредоточенными параметрами, когда все технические характеристики узлов и ветвей цепи, а также граничные условия считаются константами, не зависящими от того или иного потокораспределения (такие цепи моделируют реальные системы как системы с изотермическим течением несжимаемой жидкости);
2) ГЦ с переменными параметрами, когда хотя бы часть технических и гидравлических параметров или граничных условий задается в виде функций от искомых величин, так что их фактические значения являются переменными и определяются самим потокораспределением;
3) ГЦ с распределенными параметрами — в случае наиболее строгого описания совместного изменения гидравлических параметров элементов расчетной схемы.